# Missionarie della carità di Maria Immacolata
Le Missionarie della Carità di Maria Immacolata (in spagnolo Misioneras de la Caridad de María Inmaculada; sigla M.C.M.I.) sono un istituto religioso femminile di diritto pontificio.

## Storia
La congregazione fu fondata il 18 aprile 1934 a Città del Messico dal sacerdote Moisés Lira Serafín, dei Missionari dello Spirito Santo, con il permesso del suo superiore Félix Rougier; l'erezione canonica in congregazione religiosa da parte del vescovo di San Luis Potosí ebbe luogo il 1º maggio 1949.
Lo sviluppo dell'istituto fu rapido e nel 1949 tra le sue opere si contavano già 2 collegi e 5 ospedali; la prima casa all'estero fu fondata in Guatemala nel 1966.
L'istituto ricevette il pontificio decreto di lode il 4 agosto 1975.

## Attività e diffusione
Le suore si dedicano all'assistenza ai poveri, alla cura dei malati in sanatori e ospedali psichiatrici, all'educazione cristiana dell'infanzia e della gioventù, alle missioni parrocchiai ed estere.
Oltre che in Messico, sono presenti in Guatemala e in Kenya; la sede generalizia è a Città del Messico.
Alla fine del 2015 l'istituto contava 241 religiose in 40 case.